# ドゥドゥ・プクワナ
ドゥドゥ・プクワナ（Dudu Pukwana、1938年7月18日 - 1990年6月30日）は、南アフリカ共和国のサックス奏者、作曲家、ピアニストである（ただし、彼のピアノ演奏は知られていない）。

## 略歴

### 南アフリカ初期
ドゥドゥ・プクワナは、南アフリカ共和国のポート・エリザベス、ウォルマー・タウンシップで生まれた。彼は家族でピアノを学びながら育ったが、1956年にテナーサックス奏者のニッケル・モヤケに出会い、アルトサックスに転向した。1962年、プクワナはヨハネスブルグ・ジャズ・フェスティバルにおいて、モヤケのジャズ・ジャイアンツ（1962年、Gallo/Teal）にて最優秀賞を受賞した。初期の頃は、キッピー・ムケッツィとも演奏していた。クリス・マクレガーがその後、彼を先駆的なセクステットであったThe Blue Notesに招き、モンゲジ・フェザ、ニッケル・モヤケ、ジョニー・ダイアニ、ルイス・モホロと一緒に演奏した。The Blue Notesはしばしばマクレガーのグループと見なされているが、プクワナは最初期において主要な作曲家であり、すべてのグループ・メンバーが重要な役割を持っていた。

### ヨーロッパ移住
異人種による混成グループがアパルトヘイト下では違法だったため、The Blue Notesは当局からの嫌がらせを受け、1964年にヨーロッパへと移住し、フランスやチューリッヒで演奏を行った後、最終的にはロンドンに落ち着いた。1960年代後半にThe Blue Notesが分裂した後、プクワナはマクレガー率いるビッグバンドのブラザーフッド・オブ・ブレスに加わった。作曲家としてプクワナは、ブラザーフッドにおいて最も愛されている曲の1つである「Mra」を書いた。
1967年2月、プクワナはアメリカの『ダウン・ビート』誌で初めて言及を受けた：「テナーサックス奏者ロニー・スコット率いるオールド・プレイスはなかなかブレイクできず、リーダーのオルガンとアルトサックス奏者のドゥドゥ・プクワナをフィーチャーしたボブ・スタッキー・トリオによって経済的成功を収めました」。このトリオは後にフィル・リーがギターに参加してカルテットへと発展し、BBCの番組『ジャズ・クラブ』で2回、パフォーマンスを行った。カルテットとして、バンドはベルサイズ・パークにある「Witches Cauldron」で定期的にセッションを行った。バンドは、ロニー・スコッツ・ジャズ・クラブへの定期的な出演を含め、1967年を通じて一連のイギリスにおける日程を完了した。

### アサガイ、スピアーでの活動
彼はさらに、フェザとモホロとともに2つのグループを結成した。1つ目は、ヴァーティゴ・レーベルのために録音を行ったアフロ・ロック・バンドのアサガイであった。2つ目はスピアー (Spear)で、1973年にヴァージン・レコードの所有するマナー・スタジオにて精力的なアフロジャズ・アルバム『In The Townships』を録音した。1970年代初頭に数枚のアルバムを録音したアサガイとスピアーは、クウェラのリズムと、ロックのギターと、ジャズのソロとをブレンドしていた。
プクワナの激しいサックス・サウンドは、マイク・ヘロン、センティピード、トゥーツ・アンド・ザ・メイタルズ（アルバム『レゲエ・ガット・ソウル』）の録音や、ミシャ・メンゲルベルク、ハン・ベニンクとの即興演奏（アルバム『Yi Yole』 1978年、ICP）など、さまざまな場面で聴くことができた。モンゲジ・フェザ、エルトン・ディーン、キース・ティペット、ルイス・モホロとともに、プクワナはほとんどエレクトリック・アルバムとなったが、2曲の強力なアコースティック・ナンバーを含む『ダイヤモンド・エクスプレス』（1977年、Freedom）をレコーディングした。彼の親友であるモンゲジ・フェザが1975年に亡くなり、それがThe Blue Notesの同僚であるジョニー・ダイアニ、クリス・マクレガー、ルイス・モホロと並び立ってつくられたアルバム『Blue Notes For Mongezi』（オガン・レコード）に影響を与えた。彼はまた、アルバム『Witchdoctor's Son』（1978年、スティープルチェイス）をはじめとした元The Blue Notesの同僚であるジョニー・ダイアニの作品にゲストとして参加し、彼の最高の録音作品のいくつかでフィーチャーされ、ドラマーのジョン・スティーヴンスと幅広く演奏した。ヒュー・マセケラ（アルバム『Home Is Where the Music Is』、1972年）や、トロンボーン奏者のジョナス・グワングワ（African Explosionのアルバム『Who (Ngubani)?』、1969年）を含む幾人かのアフリカ人バンド・リーダーたちが自身のグループに彼を招いた。

### Zilaとその後
1978年、プクワナはJika Recordsを設立し、自身のバンド「Zila」を結成した。ギターの南アフリカ人Lucky Rankuと、パワフルなボーカリストである女性、Pinise Saulをフィーチャーしたものである。Zilaは、アルバム『Sounds Zila』（1981年）、一部にBracknell Jazz Festivalでの録音を含む『Live in Bracknell and Willisau』（1983年）、キーボード奏者のジャンゴ・ベイツとプクワナがソプラノサックスを使用する最終作『Zila 86』（1986年）を録音した。また、ジョン・スティーヴンスとのデュオによって、ジョニー・ダイアニに捧げられたフリー・セッション『They Shoot to Kill』（1987年、Affinity Records）を録音している。
1990年4月16日、プクワナはウェンブリー・スタジアムで開催されたネルソン・マンデラ・トリビュートに参加した。彼はロンドンで肝不全によって1990年6月に亡くなった。それは長年の友人で同僚であったマクレガーの死後まもなくのことだった。

## ディスコグラフィ

### リーダー・アルバム
- Kwela (1967年、77 Records) ※Gwigwi's Band名義。2006年『Mbaqanga Songs』として再発
- Dudu Pukwana and Spear (1969年、Quality) ※Dudu Pukwana & Spear名義
- Simba and Assagai Afro Rock Festival (1973年、Contour)[7]
- In The Townships (1973年) ※Dudu Pukwana & Spear名義。モンゲジ・フェザの想い出に捧げられている。
- Flute Music (1975年) ※Dudu Pukwana & Spear名義
- 『ダイヤモンド・エクスプレス』 - Diamond Express (1977年) ※旧邦題『アフリカン・クロスオーバー』
- Yi Yole (1979年、ICP)
- Sounds Zila (1981年、Jika)
- Live in Bracknell and Willisau (1983年、Jika)
- Zila 86 (1986年、Jika)
- Mbizo Radebe (They Shoot to Kill) (1987年、Affinity) ※with ジョン・スティーヴンス
- Cosmics Chapter 90 (1990年、Ah Um)

### アサガイ
- 『アサガイ』 - Assagai (1971年、Vertigo)
- Zimbabwe (1972年、Philips)

### 参加アルバム
- センティピード : 『セプトーバー・エナジー』 - Septober Energy (1971年)